# Animoso (torpilleur)
Pour les articles homonymes, voir Animoso.
Le Animoso (fanion « AM ») était un torpilleur italien de la classe Ciclone lancé en 1942 pour la Marine royale italienne (en italien : Regia Marina).

## Construction et mise en service
Le Animoso est construit par le chantier naval Cantiere navale di Sestri Ponente (Ansaldo) de Sestri Ponente en Italie, et mis sur cale le 	2 avril 1941. Il est lancé le 15 avril 1942 et est achevé et mis en service le 14 août 1942. Il est commissionné le même jour dans la Regia Marina.

## Histoire du service

### Seconde Guerre mondiale
Unité moderne de la classe Ciclone, conçue spécifiquement pour escorter les convois sur les dangereuses routes d'Afrique du Nord, le torpilleur Animoso est entré en service en août 1942 et a été fortement utilisé pendant la guerre, notamment dans les escortes entre l'Italie, la Libye et la Tunisie. Entre son entrée en service et septembre 1943, l'Animoso a effectué un total de 108 missions de guerre, couvrant plus de 20 000 milles nautiques (37 040 km).
Le 4 novembre 1942, il quitte Naples pour escorter - avec les destroyers Velite, Maestrale, Grecale, Oriani et Gioberti et le torpilleur Clio - les navires à moteur Giulia et Chisone et le vapeur Veloce, à destination de Tripoli : malgré plusieurs attaques aériennes, le convoi est l'un des derniers à arriver en Libye sans dommages.
Le 28 novembre, dans l'après-midi, il appareille de Bizerte en escortant, avec le Maestrale et un autre destroyer, Folgore, le croiseur auxiliaire Città di Napoli : ce dernier est secoué, à 22h40, par une explosion de l'étrave et coule après environ cinquante minutes, au large de Capo San Vito Siculo. Le Animoso et les autres unités effectuent une chasse anti-sous-marine mais, comme ils ne trouvent pas de cibles, on pense que le naufrage du Città di Napoli est dû à une mine.
Le 31 janvier 1943, le Animoso quitte Bizerte en remorquant vers l'Italie le destroyer Maestrale, qui avait perdu sa poupe sur des mines deux semaines plus tôt et nécessitait des réparations plus importantes que celles, temporaires, effectuées dans le port tunisien,. Pendant la navigation, une des deux corvettes d'escorte, la Procellaria, saute sur une mine, perdant la poupe et 24 hommes ; elle coule trois heures plus tard, malgré la tentative de sauvetage du vieux destroyer Prestinari, qui a quitté Bizerte pour porter secours et a également sauté sur une mine, avec la mort de 84 hommes,. Le Maestrale et le Animoso ont pu atteindre Trapani, et de là Naples,.
Au petit matin du 20 février 1943, le Animoso et un autre torpilleur, le Orione, quittent Naples pour escorter vers Bizerte le pétrolier Thorsheimer (chargé de 13 000 tonnes de carburant) et le vapeur Fabriano (avec à son bord des troupes et 1 700 tonnes de fournitures et de munitions). L'escorte est ensuite renforcée par l'envoi d'un troisième torpilleur, le Pegaso. À 19h40 de ce jour, le convoi évite sans dommage une première attaque de bombardiers-torpilleurs, mais lors de l'escale suivante à Trapani, une attaque aérienne nocturne touche le Fabriano, l'obligeant à rester au port. Le pétrolier et les trois torpilleurs qui l'escortent sont partis le 21 au matin, mais immédiatement après le départ, il est mitraillé par des avions, blessant mortellement le commandant mais n'endommageant rien de sérieux; ensuite, une puissante escorte de 14 avions (10 chasseurs de la Luftwaffe et 4 hydravions de la Regia Aeronautica) est arrivée. À 14h25, à une vingtaine de milles au sud de Marettimo, le convoi est attaqué par huit bombardiers britanniques, escortés par 12 chasseurs : touché par deux bombes (dont l'une n'a cependant pas explosé), le Thorsheimer reste immobilisé avec un incendie à bord. Le Animoso et le Pegaso portent assistance au navire en détresse, tandis que le Orione récupère l'équipage puis se dirige vers Trapani. Au même moment, deux remorqueurs sont envoyés du port sicilien pour remorquer le pétrolier. Pendant l'attente, cependant, vers huit heures du soir, une formation de bombardiers-torpilleurs attaque le Thorsheimer . Après un violent combat au cours duquel trois avions alliés (deux torpilleurs et un de l'escorte aérienne) et deux avions de l'Axe (un Junkers Ju 88 allemand et un CANT Z.506 italien) sont abattus, le pétrolier est touché par une ou plusieurs torpilles et explose.
Le 24 février, le Animoso appareille de Bizerte pour escorter vers Naples, avec ses navires-jumeaux (sister ships) Monsone et Fortunale, les vapeurs Alcamo, Chieti et Stella qui rentrent en Italie. Cependant, dans la nuit du 24 au 25 février, le convoi est attaqué par les airs et le Alcamo, immobilisé par une première torpille à 1h30 et touché par une seconde et des bombes à 3h15, coule à la position géographique de 39° 14′ N, 12° 30′ E. Au cours de l'attaque, un bombardier-torpilleur Bristol Beaufort de la 39e escadrille s'écrase en mer et trois membres de son équipage sont secourus par le Monsoon, qui les a ensuite transportés à Naples
Après la proclamation de l'armistice (Armistice de Cassibile), le Animoso, le 9 septembre 1943, se rend à Portoferraio, où ont convergé de nombreux torpilleurs, corvettes et unités mineures et auxiliaires des ports de la mer Tyrrhénienne. Le matin du 11 septembre, le navire quitte Portoferraio avec six autres torpilleurs (dont ses navires-jumeaux Aliseo, Indomito, Ardimentoso et Fortunale) et se dirige vers Palerme, un port contrôlé par les Alliés, où le groupe arrive à dix heures le matin du 12 septembre,. Les navires sont restés dans la rade du 12 au 18 septembre, date à laquelle ils entrent au port et reçoivent de l'eau et des provisions de la part des Américains. Le 20 septembre 1943, le navire quitte le port sicilien avec plusieurs autres unités et se rend à Malte, où il livre une partie des provisions reçues aux autres navires italiens déjà arrivés dans l'île. Le 5 octobre, le Animoso, ses navires-jumeaux et trois autres torpilleurs quittent Malte et retournent en Italie.

### Cession à la Marine soviétique
Après la fin du conflit, le traité de paix a attribué le Animoso, ainsi que d'autres unités de sa classe, à l'Union soviétique.
À la fin du conflit, conformément aux clauses du traité de paix, le navire est remis à l'Union soviétique en réparation des dommages de guerre. Outre le Animoso, les Soviétiques obtiennent les torpilleurs de la même classe Ardimentoso et Fortunale, le cuirassé Giulio Cesare, le croiseur léger Duca d'Aosta, le navire-école Cristoforo Colombo, les destroyers Artigliere et Fuciliere, les sous-marins Nichelio et Marea, ainsi que le destroyer Riboty, qui n'a pas été retiré en raison de son obsolescence, et d'autres navires, tels que des vedettes-torpilleurs MAS (Motoscafo armato silurante) et des canots-torpilleurs, des vigies, des pétroliers, des péniches de débarquement, un navire de transport et douze remorqueurs. En plus du Riboty, une petite partie de la part des navires de guerre destinés aux Soviétiques n'a pas été retirée en raison du mauvais état d'entretien, et pour cette partie des navires de guerre, les Soviétiques ont accepté une compensation financière.
Le traité stipulait que les navires destinés à être éliminés devaient être remis en état de fonctionnement et, par conséquent, l'unité a été soumise à des travaux de restauration avant son élimination.
La livraison des navires aux Soviétiques devait se faire en trois étapes, de décembre 1948 à juin suivant. Les unités principales étaient celles du premier et du deuxième groupe. Le premier groupe comprend le Giulio Cesare, le Artigliere et les deux sous-marins, tandis que le second groupe comprend le Duca d'Aosta, le Colombo et les torpilleurs. Pour tous les navires, la livraison aurait eu lieu dans le port d'Odessa, à l'exception du cuirassé et des deux sous-marins dont la livraison était prévue dans le port albanais de Vlora, puisque la convention de Montreux ne permettait pas le passage par les Dardanelles de cuirassés et de sous-marins appartenant à des États sans débouchés sur la mer Noire. Le transfert aurait dû avoir lieu avec des équipages civils italiens sous le contrôle de représentants soviétiques et avec des navires battant pavillon de la marine marchande, les autorités gouvernementales italiennes étant responsables des navires jusqu'à leur arrivée dans les ports où la livraison était prévue. Afin de prévenir tout sabotage éventuel, les navires des deux premiers groupes devaient être amenés à leur port de destination sans munitions à bord, qui seraient ensuite transportées à destination par des cargos normaux, à l'exception du cuirassé, qui a été livré avec 900 tonnes de munitions, qui comprenaient également 1 100 obus des canons principaux et le complément complet de 32 torpilles de 533 mm des deux navires.
Le commandement de l'unité a été confié au capitaine de 3e rang (Capitaine de corvette) Timofey Šineelev (en cyrillique: Семён Михайлович Лобов), qui, pendant la Seconde Guerre mondiale, avait été d'abord commandant de destroyer, puis commandant d'escadron en Extrême-Orient, puis, après avoir quitté le commandement de l'unité italienne, allait commander le croiseur Vorošilov et, à partir de 1951, le cuirassé Parižskaja Kommuna, pour finalement atteindre le grade d'amiral de flotte en 1970, le deuxième plus haut grade de la marine soviétique.
Marqué Z 15, le torpilleur est livré à la marine soviétique dans le port d'Odessa le 16 mars 1949.
Sous le nouveau pavillon, le navire prend le nom de Ladnyj (cyrillique : Ладный) ; employé principalement à des fins de formation, il est placé sous la 78e brigade d'entraînement. Plus tard, privé d'armement (30 décembre 1954) et reclassé comme navire cible, il est rebaptisé CL 60.
Mis en service le 31 janvier 1958, l'ancien Animoso a été mis à la ferraille en 1960.

### Commandants
- Capitaine de corvette (Capitano di corvetta) Camillo Cuzzi (né à Parlasco le 12 septembre 1910) (août 1942 - septembre 1943)